# Бойсен-Йенсен, Петер
Петер Бойсен-Йенсен (дат. Peter Boysen Jensen) — датский физиолог растений. Член Датской королевской академии наук (1929) и Шведской королевской академии наук (1938).

## Биография
Родился 18 января 1883 года на юге Ютландии. В 1908 году получил степень магистра наук в Копенгагенском университете. В 1907 году стал научным сотрудником в Копенгагенском университете. В 1927 году он сменил Вильгельм Иогансена на должности профессора.

## Научная деятельность
В 1910 году доказал существование у растений гормонов роста.
Доказал, что увеличение сухой массы отражает фотосинтетическое усвоение углекислого газа. Предложил концепцию конкуренции за свет в растительном сообществе, которая является в основой для понимания эко-физиологический реакций растений при конкуренции под пологом.
Он разработал метод количественного определения вторичной продукции на водных животных, получивший название Метод Бойсен-Йенсена.

## Членство в научных организациях
Он был членом Королевской датской академии наку, Американской академии наук и искусств, а также ряд академий в других странах. В 1941 году был избран членом-корреспондентом Американского общества физиологов растений, а в 1950 году членом Ботанического общества Америки. В 1948 году стал почетным членом Датского ботанического общества.